# شمشون ودليلة (أوبرا)
شمشون ودليلة (بالفرنسية: Samson et Dalila)‏، هي أوبرا من ثلاثة فصول وأربعة مشاهد من تأليف كامي سان صانز. نفّذت للمرة الأولى في فايمار على مسرح غراند دوكال في 28 كانون أول (ديسمبر) 1877 بترجمة ألمانية.
ترتكز هذه الأوبرا على حكاية دليلة والتي وردت في الفصل السادس عشر من سفر القضاة في العهد القديم من الكتاب المقدس. وهي الأوبرا الوحيدة لسان صانز التي تقدم على المسارح باستمرار.

## وصلات خارجية
- Recording of Samson and Delilah on operadis-opera-discography.org.uk
- تآليف موسيقية ذات ملكية عامة بقلم Samson and Delilah في مشروع مكتبة الموسيقى الدولية